# تپه بنیاد سر
تپه بنیاد سر مربوط به دوره ساسانیان است و در شهرستان گلوگاه، بخش کلباد، دهستان کلباد غربی، شمال روستای قلعه پایان واقع شده و این اثر در تاریخ ۲۶ اسفند ۱۳۸۶ با شمارهٔ ثبت ۲۲۰۱۷ به‌عنوان یکی از آثار ملی ایران به ثبت رسیده است.